# György Ligeti
György Sándor Ligeti (Dicsőszentmárton, 28 de maio de 1923 — Viena, 12 de junho de 2006) foi um compositor húngaro, amplamente considerado como um dos mais notáveis compositores de música erudita do século XX. Sua obra mais famosa é a ópera Le Grand Macabre, mas também peças para grande orquestra como Lontano e Atmosphéres. Também é conhecido por algumas músicas das trilhas sonoras de filmes como 2001: Uma Odisseia no Espaço, The Shining e Eyes Wide Shut. É preciso que se esclareça que Ligeti não compôs tais músicas como trilhas desses filmes, mas elas foram utilizadas por Stanley Kubrick pelo seu apreço pelo compositor e a extrema adequação entre suas linguagens. 

## Biografia
Ligeti nasceu em Dicsőszentmárton (em romeno: Diciosânmartin, atualmente Târnăveni), na região da Transilvânia, Romênia. Era sobrinho-neto do violinista Leopold Auer. Na época, Dicsőszentmárton era um povoado húngaro de população judaica. Ligeti dizia que seu primeiro contato com a língua romena foi em um dia quando ouviu policiais falando naquele idioma. Após deixar sua terra natal, não voltaria mais até a década de 1990.
Ligeti recebeu suas primeiras instruções musicais no conservatório de Cluj/Kolozsvár, no centro da Transilvânia. Sua educação parou em 1943 quando, por ser judeu, foi coagido a trabalhar para os nazistas. Seus pais, seu irmão e outros parentes foram deportados para o campo de concentração de Auschwitz, onde foram executados. Sua mãe foi a única que sobreviveu.
Ao fim da Segunda Guerra Mundial, Ligeti voltou a estudar, em Budapeste, graduando-se em 1949. Estudou com Pál Kadosa, Ferenc Farkas, Zoltán Kodály e Sándor Veress. Realizou um trabalho etnomusicológico sobre a música folclórica romena, mas, depois de um ano, voltou à antiga escola em Budapeste e foi nomeado professor de harmonia, contraponto e análise musical. Naquele tempo, o contato entre a Hungria e o ocidente estavam rompidos pelo, então, governo comunista, e Ligeti teve de ouvir secretamente as transmissões do rádio para se inteirar dos progressos musicais no mundo. Em dezembro de 1956, mudou-se para Viena e tornou-se cidadão austríaco.
Pôs-se, então, em contato com várias das figuras-chaves da música de vanguarda que não eram conhecidas na isolada Hungria de seu tempo. Entre os vanguardistas, estavam compositores como Karlheinz Stockhausen e Gottfried Michael Koenig, que atuavam na música electrónica. Ligeti trabalhou com ela no mesmo estúdio que tinha em Colônia, e se inspirou com os sons que criava lá. Todavia, produziu pouca música propriamente eletrônica, concentrando-se mais nas obras instrumentais com certas nuances que lembravam a música eletrônica.
Desde esse tempo, a obra de Ligeti começou a se tornar mais conhecida e respeitada. Mais recentemente, seus três livros de estudos para piano adquiriram grande difusão devido às gravações feitas por Pierre-Laurent Aimard, Fredrik Ullén, entre outros.
Ligeti deu aulas em Darmstadt, Hamburgo, Estocolmo e Stanford. Foi também professor na Hamburg Hochschule für Musik und Theater em 1973, retirando-se em 1989. No início da década de 1980, sofreu problemas cardíacos que o levaram a se ausentar por vários anos do cenário musical, até ter aparecido com o Trio para Trompa, Violino e Piano (1983). Desde então, sua produção foi abundante até os anos 1990. Após 2000, seus problemas de saúde voltaram a aparecer e nenhuma obra mais foi escrita desde o ciclo de canções Síppal, dobbal, nádihegedüvel ("Com pipas, tambores, violinos", 2000). Faleceu em Viena, em junho de 2006.
Além da música, Ligeti também se interessou pela geometria fractal de Benoît Mandelbrot, e nas obras literárias de Lewis Carroll e Douglas R. Hofstadter.
O filho de Ligeti, Lukas Ligeti, é um compositor e percussionista que vive hoje em Nova York.

## A música de Ligeti

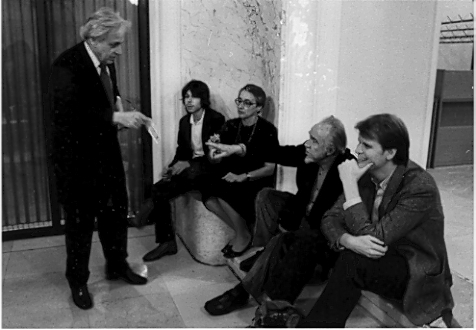
György Ligeti (à esquerda), seu filho Lukas Ligeti, sua mulher, Conlon Nancarrow e Michael Daugherty no ISCM World Music Days em Graz, Áustria, 1982.

As primeiras obras de Ligeti são uma extensão da linguagem musical de seu compatriota Béla Bartók. Por exemplo, suas peças para piano Musica Ricercata (1951 - 53), foram comparadas com as do Mikrokosmos de Bartók. A coleção de Ligeti tem onze peças ao todo, A primeira usa somente uma nota "lá" executada em diversas oitavas. Só no fim da peça é possível escutar a segunda nota - "ré". A segunda peça emprega três notas diferentes, a terceira emprega quatro, e assim até o fim, de tal forma que a décima-primeira peça usa todas as doze notas da escala cromática.
Nessa primeira parte de sua carreira, Ligeti foi afetado pelo regime comunista da Hungria daquele tempo, que impunha a estética do realismo socialista. A décima peça da Musica Ricercata foi proibida pelas autoridades por considerarem-na "decadente". Isto se deveu provavelmente ao uso muito livre dos intervalos de segunda menor. Devido à ousadia de suas intenções musicais, é fácil de supor a razão por ter decidido deixar a Hungria.
Uma vez estabelecido em Colônia, começou a compor música electrónica junto a Karlheinz Stockhausen. Entretanto, suas obras para essa linguagem se resumem em três, dentre as quais Glissandi (1957) e Artikulation (1958), antes de voltar à música instrumental e à vocal. Suas composições, então, apareceram influenciadas por suas experiências eletrônicas e muitos dos efeitos sonoros que criou lembram outras obras eletrônicas. A obra Apparitions (1958-59) foi a primeira a atrair a atenção da crítica, mas foi sua obra seguinte, Atmosphères, a mais conhecida atualmente. Foi usada, junto com fragmentos de Lux aeterna e seu Réquiem como parte de la trilha sonora de 2001: Uma Odisseia no Espaço de Stanley Kubrick - sem a autorização do próprio Ligeti.
Atmosphères (1961) é uma peça para uma grande orquestra sinfônica. É considerada peça-chave na produção de Ligeti e contém muitos dos recursos explorados durante a década de 1960. Abandonou o foco na melodia, na harmonia e no ritmo, para se concentrar apenas no timbre dos sons, uma técnica conhecida como "massa de som. Cada nota da escala cromática soa em cinco oitavas. A peça se desenvolve a partir desse acorde, com nuances sempre distintas.
Ligeti cunhou o termo "micropolifonia" à técnica composicional que usou em Atmosphères, Apparitions e outras obras daquela época. Assim a definiu: "a complexa polifonia das partes individuais está fundida num fluxo harmônico-musical, no qual as harmonias não mudam subitamente; em vez disso, mesclam-se umas com as outras. É uma combinação de intervalos claramente reconhecível e que vai se tornando nebulosa. Nesta nebulosidade, pode-se distinguir uma nova combinação de intervalos se formando".
Da década de 1970 em diante, Ligeti se afastou do cromatismo total e começou a se concentrar no ritmo. Interessou-se, particularmente, nos aspectos rítmicos da música africana, em especial na dos pigmeus. Em meados de 1970, escreveu a ópera "Le Grand Macabre", com base no teatro do absurdo com muitas referências escatológicas. Sua música dos anos 1980 e 90 deram ênfase a complexos mecanismos rítmicos, em uma linguagem menos densamente cromática (tendendo a favorecer as tríades maiores e menores deslocadas e estruturas polimodais).
A última obra de Ligeti foi o Concerto de Hamburgo para trompa e orquestra de câmara (1998-99, revisado em 2003).

## Lista de obras
- Andante e Allegro para quarteto de cordas (1950)
- Baladi joc para dois violinos (1950)
- Concert românesc para orquestra (1951)
- Musica ricercata para piano (1951-1953)
- Seis bagatelas para quinteto de sopros (1953)
- Quarteto de cordas nº 1 "Métamorphoses nocturnes" (1953-54)
- Glissandi, música eletrônica (1957)
- Artikulation, música eletrônica (1958)
- Apparitions para orquestra (1958-59)
- Atmosphères para orquestra (1961)
- Volumina para órgão (1961-62, revisado em 1966)
- Poème Symphonique para 100 metrônomos (1962)
- Réquiem para soprano e mezzosoprano solistas, coro misto e orquestra (1963-65)
- Concerto para violoncelo e orquestra (1966)
- Lux Aeterna para 16 solistas (1966)
- Lontano para orquestra (1967)
- Dois estudos para órgão (1967, 1969)
- Continuum para cravo (1968)
- Ramifications para 12 instrumentos de corda solistas (1968-69)
- Quarteto de cordas nº 2 (1968)
- Dez peças para quinteto de sopros (1968)
- Concerto de câmara para 13 instrumentos (1969-70)
- Melodien para orquestra (1971)
- Concerto duplo para flauta, oboé e orquestra (1972)
- Clocks and Clouds para 12 vozes femininas (1973)
- San Francisco Polyphony para orquestra (1973-74)
- Le Grand Macabre, ópera (estreada em 1978)
- Études pour piano, Premier livre (1985)
- Concerto para piano e orquestra (1985-88)
- Concerto para violino e orquestra (1992)
- Études pour piano, Deuxième livre (1988-94)
- Concerto de Hamburgo para trompa e orquestra de câmara com quatro trompas naturais obligato (1998-99, revisado em 2003)
- Síppal, dobbal, nádihegedűvel: Weöres Sándor verseire (2000)
- Études pour piano, Troisième livre (1995-2001)

## Prêmios
- Grawemeyer Award for Music Composition (Etudes for Piano) (1986)
- Prémio Balzan (1991)
- Schock Prize for Musical Arts (1995)
- Kyoto Award (2001)
- Polar Music Prize (2004)
- Prémio Wolf de Artes (1995/1996)